# Physics and Chemistry of Minerals
Physics and Chemistry of Minerals (abrégé en Phys. Chem. Miner.) est une revue scientifique à comité de lecture. Ce mensuel publie des articles de recherches originales sur l'étude des propriétés chimiques et physiques des minéraux.
D'après le Journal Citation Reports, le facteur d'impact de ce journal était de 1,476 en 2018. Actuellement, les directeurs de publication sont C.A. McCammon (université de Bayreuth, Allemagne), M. Matsui (université de Hyogo, Japon), M. Rieder et P.C. Burnley (université du Nevada à Las Vegas, États-Unis).